# Venusia punctiuncula
Venusia punctiuncula là một loài bướm đêm trong họ Geometridae.